# Mental Research Institute
Il Mental Research Institute (MRI) di Palo Alto, conosciuto anche come Scuola di Palo Alto, è una delle istituzioni che ha dato il via alla terapia breve e sistemico-familiare. Fondato da Don D. Jackson e colleghi nel 1958, il MRI è stato una delle principali fonti di idee nel campo degli studi interattivi/sistemici, della psicoterapia e della terapia familiare.

## Panoramica
Secondo un articolo del Psychotherapy Networker su Jay Haley (ricercatore associato al MRI negli anni '60) il Mental Research Institute era divenuto il punto di riferimento per qualsiasi terapeuta che volesse essere all'avanguardia nella ricerca e nella pratica della psicoterapia. Promuovendo uno sperimentalismo quasi senza limiti, l'MRI lanciò il primo programma ufficiale di formazione sulla terapia familiare, producendo alcuni dei primi e più autorevoli libri e pubblicazioni sul campo, diventando il posto in cui alcuni dei più importanti esponenti del settore -Paul Watzlawick, Richard Fisch, Jules Riskin, Virginia Satir, Salvador Minuchin, RD Laing, Irvin D. Yalom, Cloe Madanes- vennero a lavorare o semplicemente vi passarono del tempo".
Successivamente, il Brief Therapy Center della MRI presentò un modello innovativo per un approccio completo alla psicoterapia breve, un modello che, a sua volta, ha influenzato i successivi approcci terapeutici brevi in tutto il mondo. Il Brief Therapy Center del MRI è stato fondato da Dick Fisch, John Weakland e Paul Watzlawick. La continua ricerca applicata e lo sviluppo della teoria hanno ampliato l'uso di concetti interattivi alla comunità, alla scuola e al mondo degli affari. Migliaia di professionisti negli Stati Uniti e in molti paesi del mondo hanno partecipato a programmi di formazione al MRI.

## Missione
Il Mental Research Institute (MRI), fondato nel 1958 da Donald deAvila Jackson, è una piccola società, indipendente, multidisciplinare, senza scopo di lucro:
- dedicata a portare avanti e incoraggiare la ricerca scientifica basata su nuovi modi di osservare il comportamento delle persone,
- dedicata a beneficiare la comunità umana in tutto il mondo attraverso servizi di formazione, clinici e di consulenza,
- impegnata ad espandere la propria tradizione di innovazione e apertura verso nuovi paradigmi di cambiamento.

L'obiettivo del MRI è quello di esplorare e incoraggiare l'uso di un approccio interattivo per comprendere e risolvere in modo più efficace i problemi umani dalla famiglia a tutti gli altri livelli di organizzazione sociale.